# Hypercalymnia viridivariegata
Hypercalymnia viridivariegata là một loài bướm đêm trong họ Noctuidae.